# Sajchania

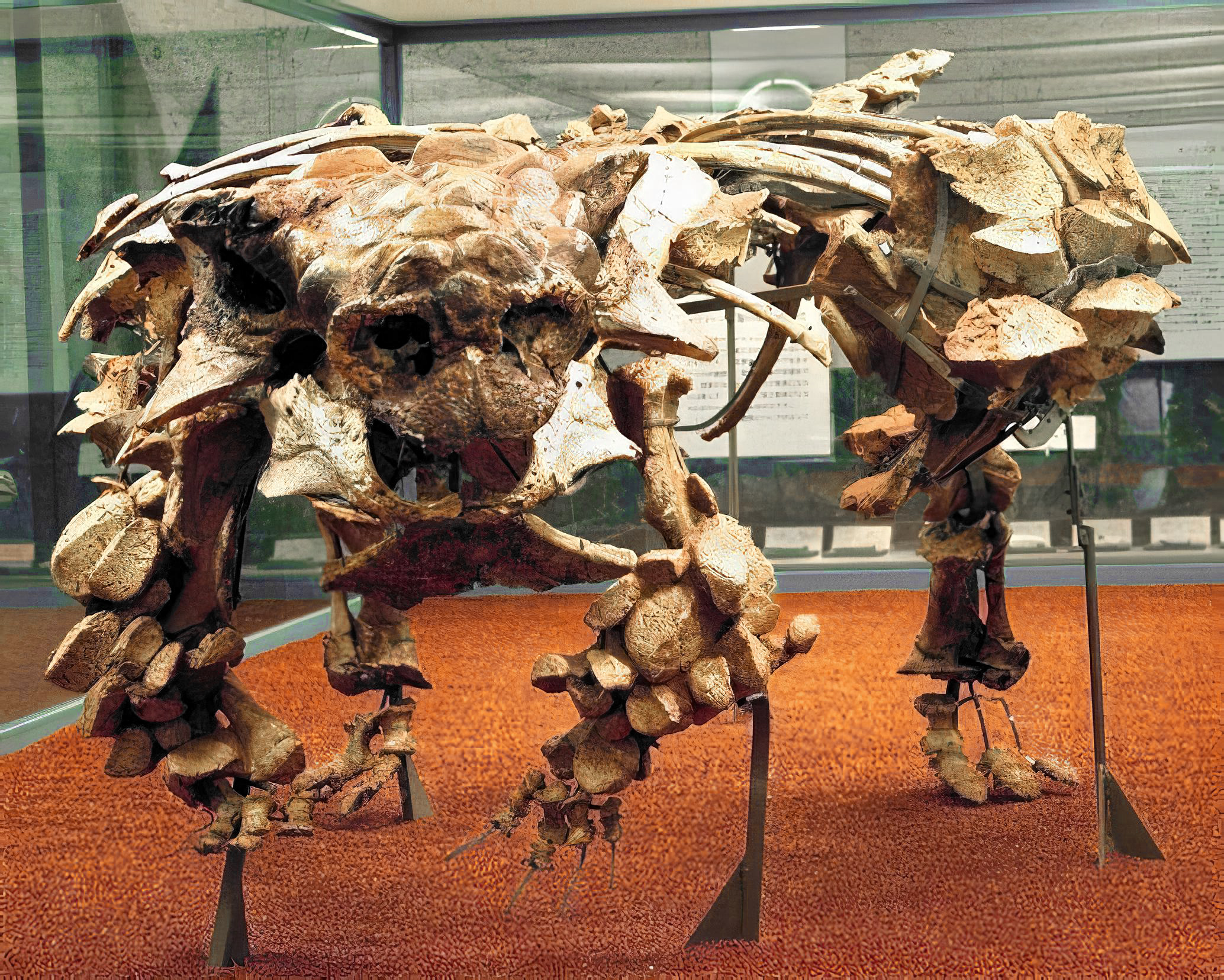
Szkielet sajchanii na wystawie Dinosaur Kingdom w Nakasato w Japonii)

Sajchania (Saichania) – rodzaj dinozaura z rodziny ankylozaurów (Ankylosauridae) żyjącego w późnej kredzie na terenie dzisiejszej Azji.

## Odkrycie i historia
Jego szczątki zostały odnalezione w formacji Barun Goyot w Mongolii i opisane w 1977 roku przez polską paleontolog Teresę Maryańską. Obejmuje jeden znany gatunek – Saichania chulsanesis. Nazwa pochodzi od mongolskiego słowa saichan, oznaczającego „piękny”, i odnosi się do znakomitego stanu zachowania odnalezionej czaszki sajchanii. Saichania osiągała długość około 7 m.

## Budowa
Jak wszystkie ankylozaurydy Saichania cechowała się obecnością na grzbiecie kostnego pancerza, a na ogonie – ciężkiej, kostnej buławy, służącej prawdopodobnie do obrony przed drapieżnikami. W czaszce znajdowały się korytarze powietrzne, prawdopodobnie służące do chłodzenia wdychanego powietrza oraz bardzo twarde podniebienie, sugerujące zdolność do spożywania stosunkowo twardych roślin. Możliwe, że w okolicy nozdrzy znajdowały się gruczoły solne, ułatwiające życie w pustynnym środowisku.

## Filatelistyka
Poczta Polska wyemitowała 24 marca 2000 r. znaczek pocztowy przedstawiający sajchanię w serii Zwierzęta prehistoryczne - dinozaury o nominale 0,8 złotego. Autorem projektu znaczka był Jacek Brodowski. Znaczek wydrukowano techniką offsetową, na papierze fluorescencyjnym, w nakładzie 2 400 000 szt.. Zwierzę zostało na znaczku opisane jako Saichania.